# Бургундский крест

Один из вариантов креста Бургундии

Бургундский крест (фр. Croix de Bourgogne, исп. Cruz de Borgoña/Aspa de Borgoña, нем. Burgunderkreuz, итал. Croce di Borgogna, кат. Creu de Borgonya, нидерл. Bourgondisch kruis) представляет собой зубчатую форму креста святого Андрея, покровителя Бургундии, которая использовалась на историческом знамени и боевом флаге этой страны.
Впервые он был использован в XV веке герцогами Бургундскими из рода Валуа, которые правили большей частью восточной Франции и Нидерландов как фактически независимым государством. После исчезновения герцогской линии Валуа в 1477 году бургундские Нидерланды были унаследованы Габсбургами, которые сохранили титул герцогов Бургундских и приняли флаг как один из многих символов своей династии. После того, как бургундские Габсбурги взошли на трон Испании в 1506 году, их официальные лица ввели этот флаг в Испанской империи на всех кастильских и арагонских территориях в Европе и Америке. В XX веке Бургундский крест использовался крайне правыми националистами — карлистами, сражавшимися под командованием Франсиско Франко, и Валлонским легионом, сражавшимся на стороне нацистской Германии.
Сегодня эту эмблему можно найти на разных континентах, где она может использоваться на полковых знамёнах, значках, нашивках и ротных знаках. Такое широкое использование в различных контекстах, в нескольких европейских странах и у народов Америки, бывших испанских колониях, отражает исторический охват Бургундского герцогства, Габсбургской и Испанской империй.

## История

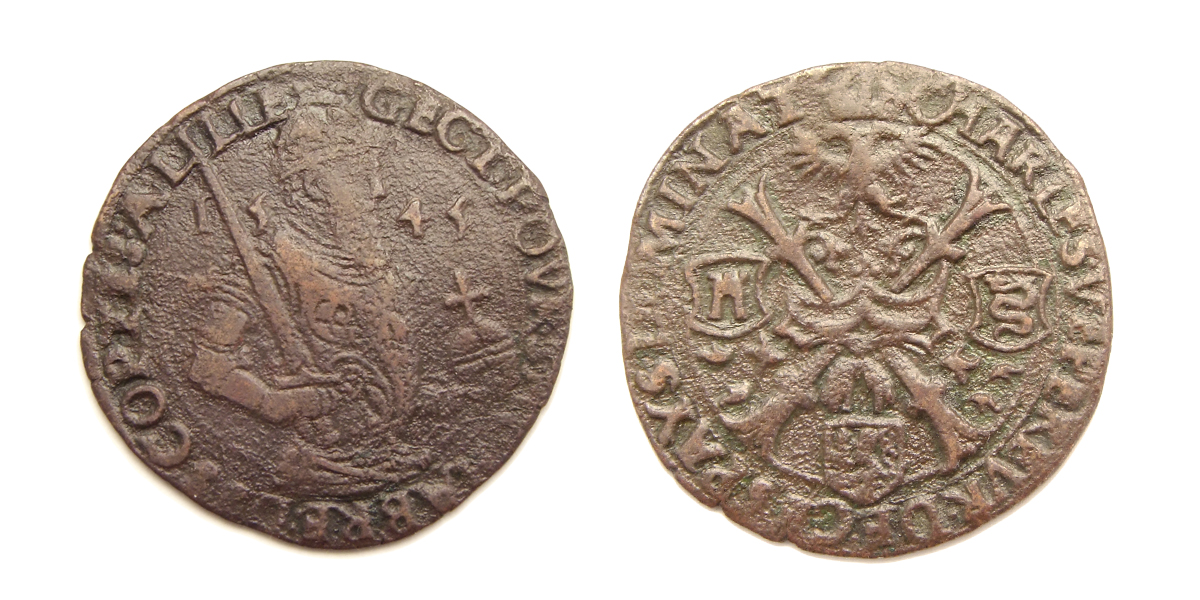
Жетон Счётной палаты, Лилль, 1545 год. Отчеканен при императоре Карле V, на нем изображена бургундская сталь, наложенная на бургундский крест

Грубо говоря, знамя датируется началом XV века, когда сторонники герцога Бургундского приняли этот символ, чтобы продемонстрировать свою верность в гражданской войне арманьяков и бургиньонов.

## Современное использование

Флаг города Сукре, столицы Боливии
Штандарт командующего испанской армией
Флаг города Тафалья, Испания
Герб Эйсдена, Нидерланды
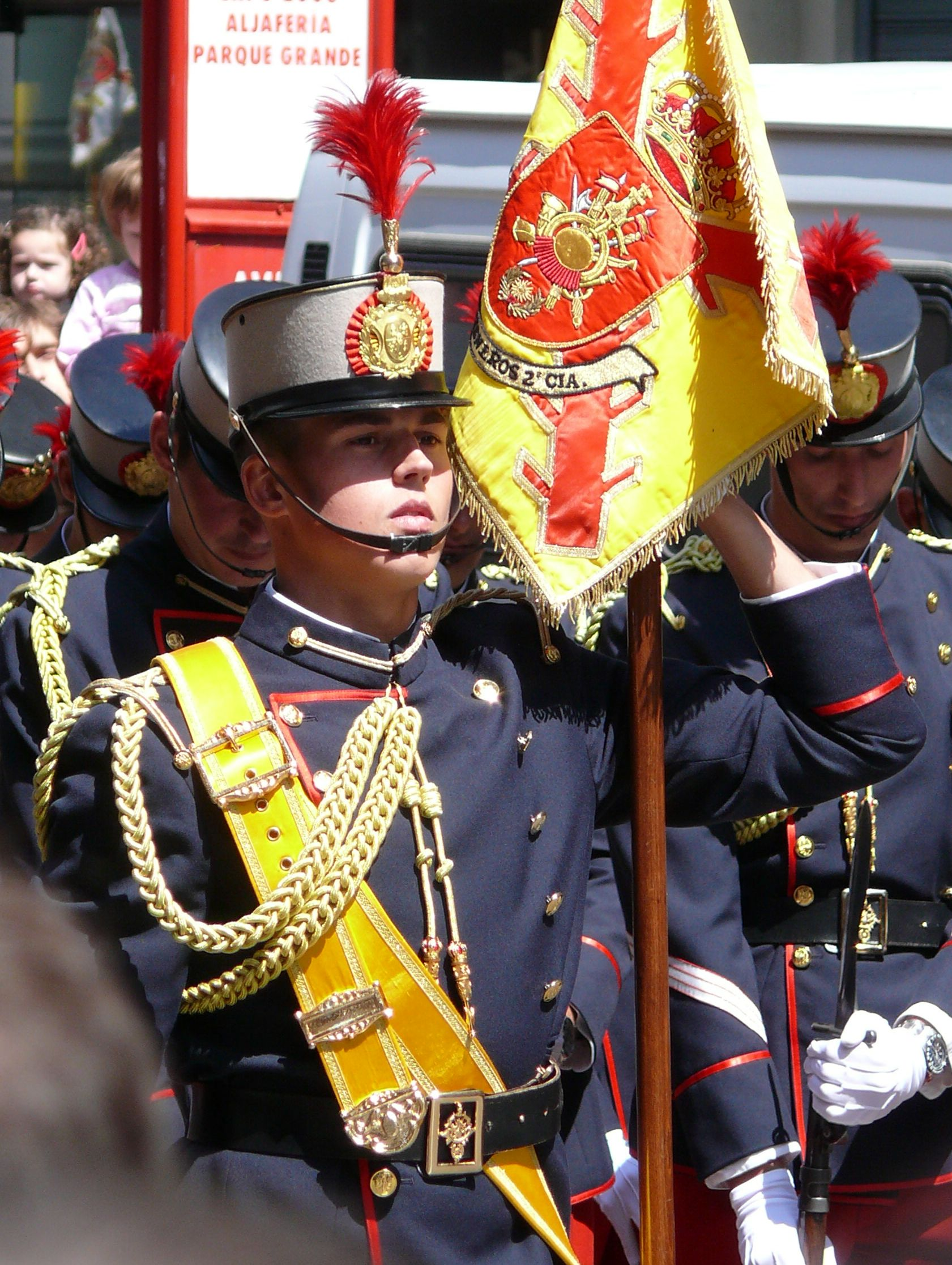
Штандарт Военной академии Испании
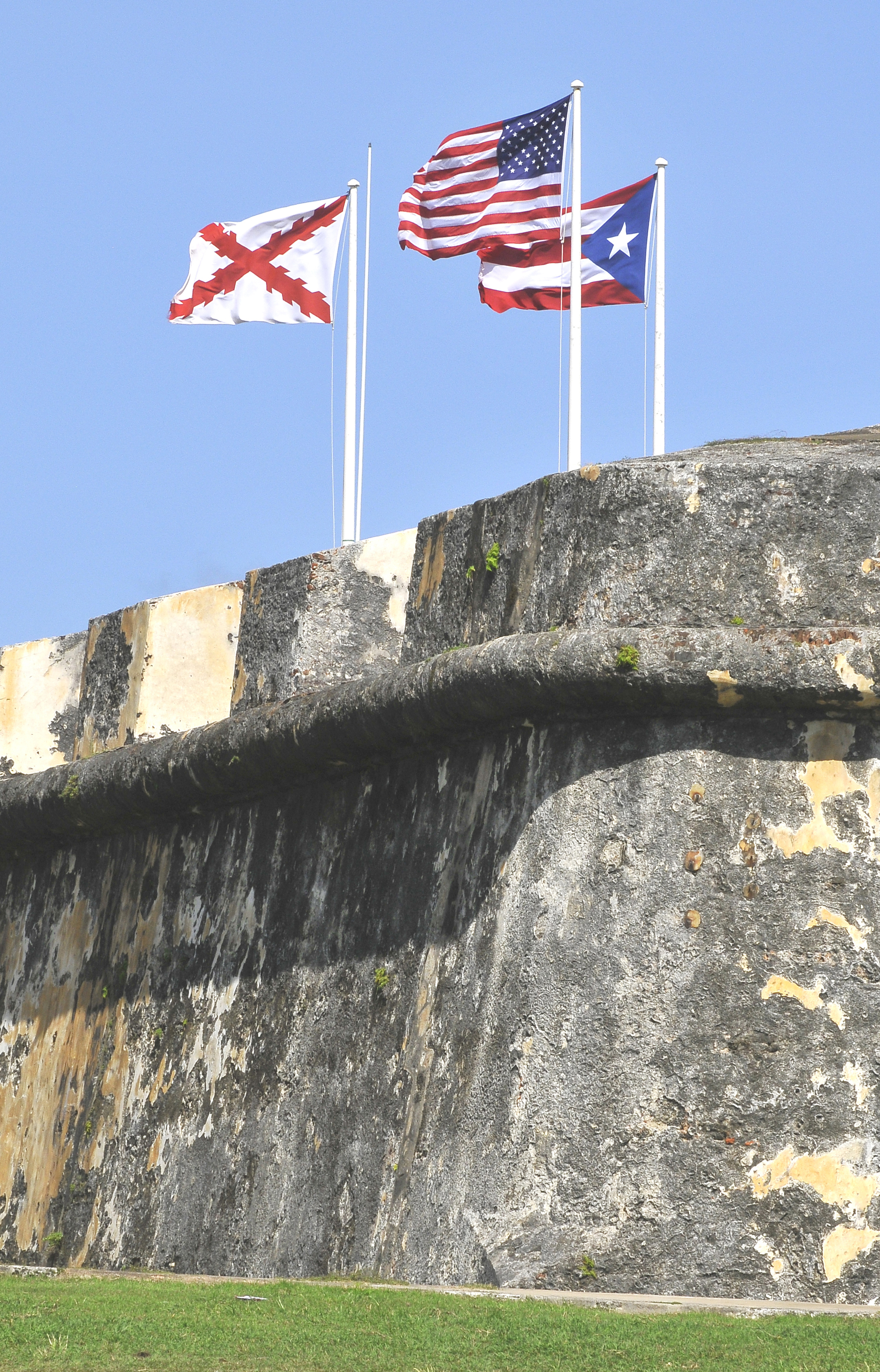
Бургунский флаг в крепости в Сан-Хуане, Пуэрто-Рико
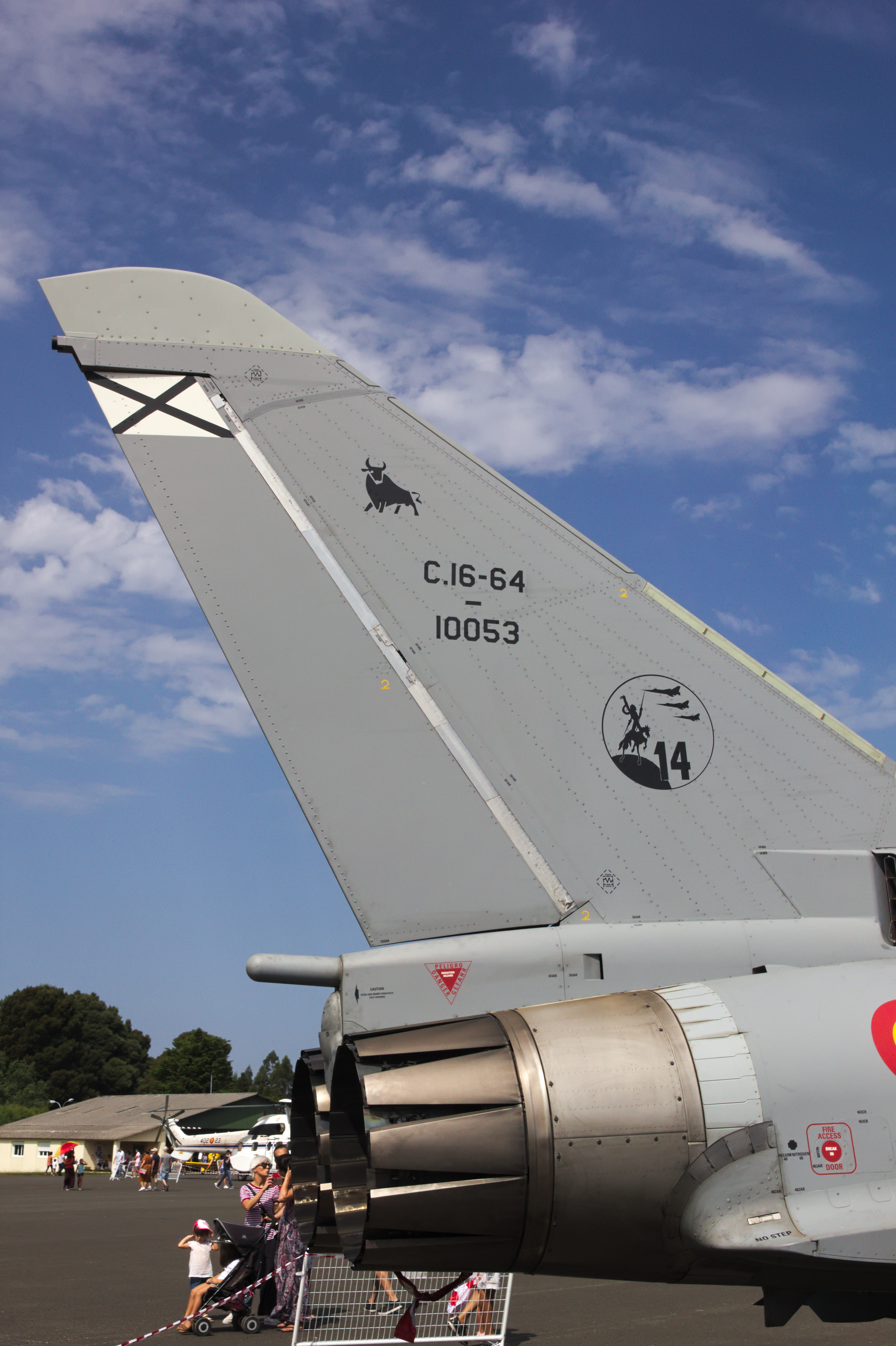
Бургунский крест на киле истребителя ВВС Испании
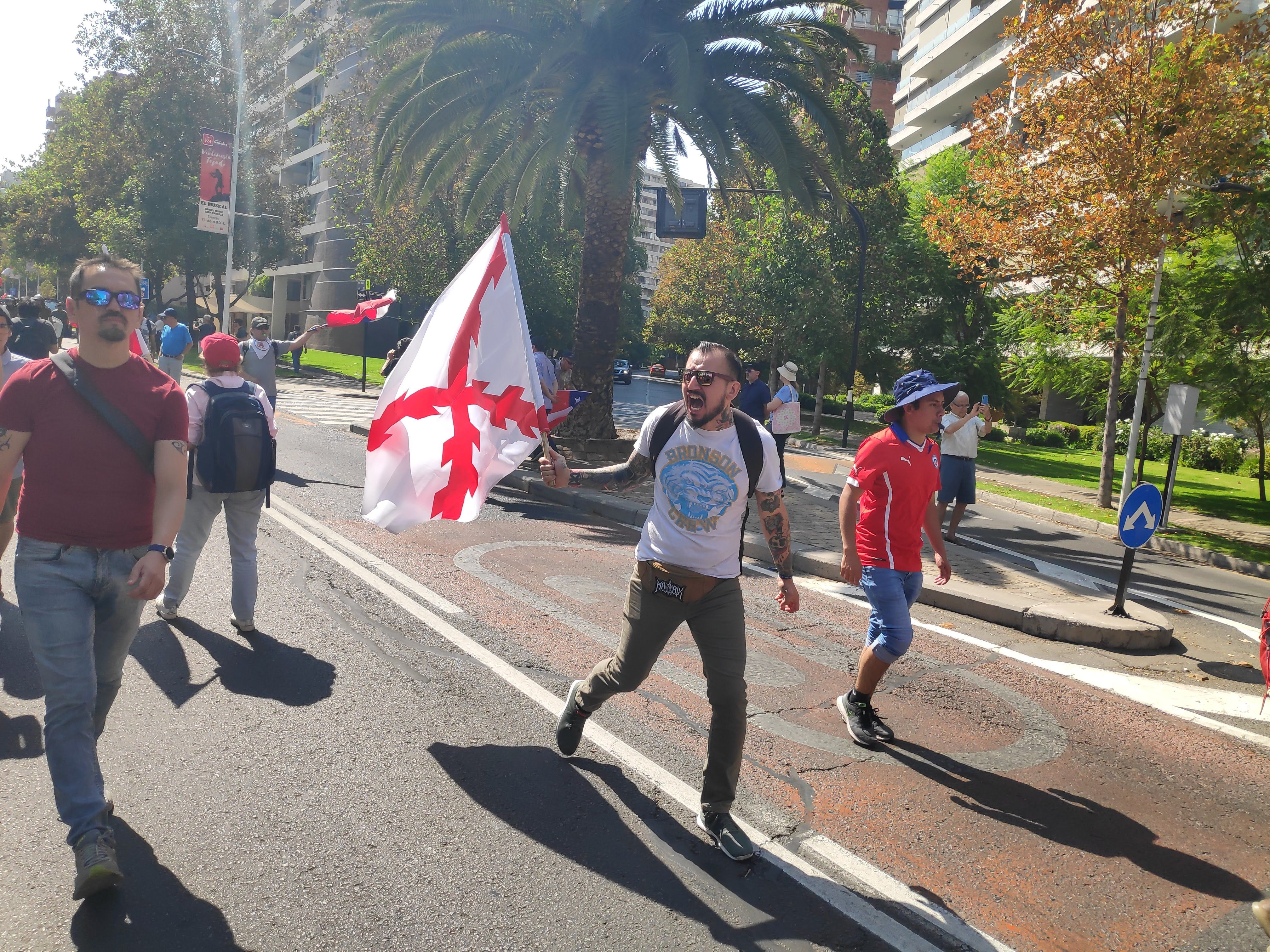
Бургунский флаг на манифестации в Чили, 2020 год
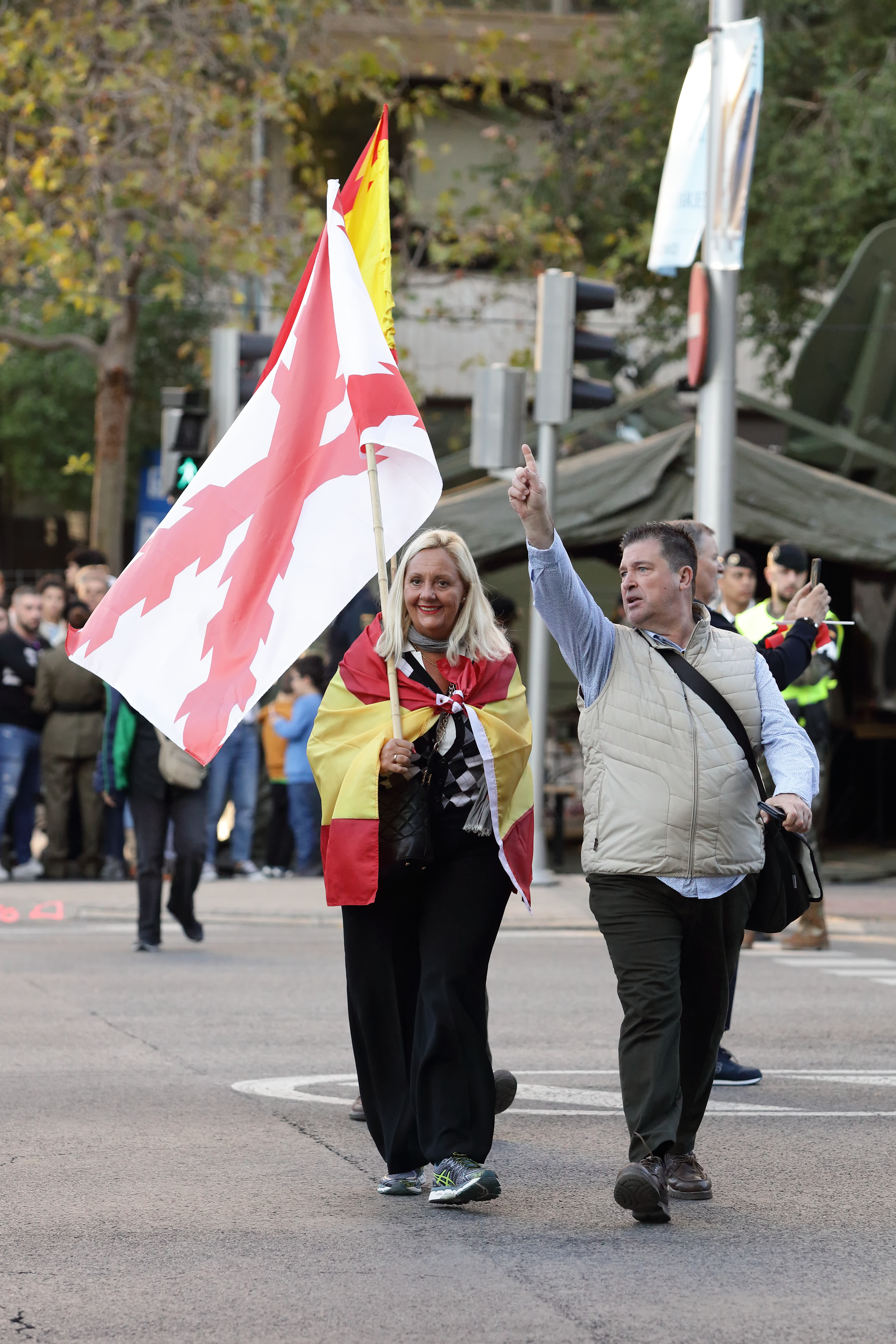
Бургунский флаг на манифестации в Испании, 2022 год